# Jay Inslee
Jay Robert Inslee (Seattle, 9 februari 1951) is een Amerikaanse politicus van de Democratische Partij. Tussen 2013 en 2025 was hij gouverneur van de Amerikaanse staat Washington. Eerder zetelde hij namens diezelfde staat in het Huis van Afgevaardigden van de Verenigde Staten.

## Biografie
Jay Inslee groeide op in zijn geboortestad Seattle en doorliep daar ook zijn middelbare school. In 1969 ging hij economie studeren aan de Universiteit van Washington, waar hij in 1973 zijn Bachelor of Arts behaalde. Aansluitend volgde hij een rechtenstudie aan Willamette University in buurstaat Oregon, die hij in 1976 afsloot met een Juris Doctor. Samen met zijn vrouw Trudi, met wie hij in 1972 trouwde, vertrok Inslee vervolgens naar Selah, waar hij tien jaar werkzaam bleef op een advocatenkantoor. Midden jaren tachtig groeide zijn belangstelling voor de politiek.

### Huis van Afgevaardigden
In 1988 werd Inslee namens de Democratische Partij verkozen in het Huis van Afgevaardigden van de staat Washington. Hierin vertegenwoordigde hij het 14e district, een landelijk gebied met een betrekkelijk conservatieve bevolking. In 1990 werd hij herkozen. Na vier jaar op staatsniveau te hebben gewerkt, lanceerde Inslee in 1992 een campagne voor een zetel in het federale Huis van Afgevaardigden in Washington D.C. Het ging hierbij om het 4de congresdistrict van de staat Washington, een zetel die twaalf jaar lang in handen was geweest van de gematigde Republikein Sid Morrison. Inslee slaagde erin om, ten koste van zijn Republikeinse tegenstander Doc Hastings, de zetel te veroveren en trad aan in januari 1993. Twee jaar later (in november 1994) zag hij zijn poging tot herverkiezing echter mislukken en verloor hij de zetel alsnog aan Hastings.
Inslee verhuisde naar Bainbridge Island en streed in 1996 tevergeefs mee voor het gouverneurschap van Washington. Nadat hij was uitgeschakeld in de Democratische voorverkiezing, werd hij door president Bill Clinton benoemd tot regionaal directeur van het United States Department of Health and Human Services.
In 1999 keerde Inslee terug in het federale Huis van Afgevaardigden, nadat hij bij de congresverkiezingen van 1998 de zittende Republikein Rick White had weten te verslaan. Dit keer werd hij vertegenwoordiger van het 1e district van de staat Washington, destijds vooral bestaande uit het noorden van de stad Seattle en omliggende voorsteden. Inslee werd zesmaal herkozen en behield zijn functie tot 2012. In deze periode zette hij zich sterk in voor milieu en klimaat. Hij was een fel criticus van de inval in Irak, maar gaf in 2011 wel steun aan de Amerikaanse interventie in de Libische burgeroorlog. Ook was hij een prominent voorstander van Obamacare en tevens lid van de New Democrat Coalition. Hij stapte in 2012 op om zich te concentreren op de gouverneursverkiezingen in zijn thuisstaat.

### Gouverneurschap
Zestien jaar na zijn eerste poging stelde Inslee zich in 2012 opnieuw verkiesbaar voor het gouverneurschap van Washington. Hiermee werd hij een van de kandidaten om zijn partijgenoot Christine Gregoire op te volgen, die na twee termijnen als gouverneur geen derde termijn ambieerde. Inslee wist de voorverkiezing van de Democratische Partij gemakkelijk te winnen, waarna hij het bij de algemene verkiezingen moest opnemen tegen de Republikein Rob McKenna. Met 51% van de stemmen werd Inslee uiteindelijk verkozen tot gouverneur van Washington. Hij werd op 16 januari 2013 beëdigd in de hoofdstad Olympia. Inslee verklaarde het creëren van banen, vooral in de (schone) energiesector en de biotechnologie, als zijn prioriteit.
Na vier jaar werd hij bij de verkiezingen van 2016 comfortabel herkozen voor een tweede termijn. Inslee kreeg 54% van de stemmen, tegenover 46% voor zijn Republikeinse tegenstander Bill Bryant.
In 2017 verkreeg Inslee nationale en internationale aandacht met het mede indienen van een aanklacht tegen toenmalig president Donald Trump. De aanleiding hiervoor was het door Trump ingestelde inreisverbod voor burgers uit enkele islamitische landen, dat volgens Inslee ongrondwettelijk was. Nadat een federale rechtbank in Seattle het inreisverbod opschortte, maakte het ministerie van Binnenlandse Veiligheid bekend de handhaving ervan in zijn geheel te stoppen. Een spoedverzoek van de regering-Trump om het inreisverbod per direct weer mogelijk te maken, werd door een federaal hof van beroep afgewezen.
In 2018 realiseerde Inslee een belangrijke doelstelling toen in de staat Washington de doodstraf werd afgeschaft. Eerder had hij in 2014 al een moratorium ingesteld waarmee de doodstraf was opgeschort.
Op 1 maart 2019 kondigde Inslee aan zich kandidaat te stellen voor de Amerikaanse presidentsverkiezingen van 2020. Hij verklaarde daarbij de klimaatverandering als het belangrijkste thema te beschouwen. Terwijl hij door de media niet erg kansrijk geacht werd, liet Inslee zich naar eigen zeggen inspireren door zijn partijgenoten Jimmy Carter en Bill Clinton, die voorafgaand aan hun presidentschap ook beide gouverneur waren van een relatief kleine staat. Op 21 augustus 2019, zes maanden voor de start van de Democratische voorverkiezingen, besloot Inslee zich echter toch terug te trekken wegens een gebrek aan vertrouwen in zijn campagne, die volgens peilingen toch al weinig kans van slagen had. Kort hierop liet hij weten dat hij bij de gouverneursverkiezingen van 2020 wilde strijden voor een derde ambtstermijn als gouverneur.
De gouverneursverkiezingen, die tegelijk met de presidentsverkiezingen plaatsvonden in november 2020, vielen uit in het voordeel van Inslee: hij veroverde ruim 56% van de stemmen en werd zodoende opnieuw verkozen tot gouverneur. Zijn Republikeinse tegenstander, Loren Culp, weigerde echter zijn nederlaag te erkennen en claimde dat er verkiezingsfraude was gepleegd. Culp vocht de uitslagen aan en begon een rechtszaak, maar deze veranderde niets aan de resultaten.
Inslee bekleedde het gouverneurschap in totaal twaalf jaar en is daarmee, samen met Daniel Evans (1965–1977), de langstzittende gouverneur van Washington ooit. Hij stelde zich in 2024 niet herkiesbaar voor een vierde ambtstermijn en werd op 15 januari 2025 opgevolgd door zijn partijgenoot Bob Ferguson.
- International Standard Name Identifier: 0000 0000 3992 9360
- Library of Congress Control Number: n2007044774
- Nationale Bibliotheek van Tsjechië: jx20110830014
- Nationale Bibliotheek van Israël: 987007325588405171
- Système universitaire de documentation: 185136540
- Biographical Directory of the United States Congress: I000026
- Virtual International Authority File: 9298052
- WorldCat: E39PBJd3RJfXBybrpJYYbbXfMP